# Martin Weppler
Martin Weppler (ur. 21 lutego 1958 w Schrambergu) – niemiecki lekkoatleta, sprinter, mistrz Europy z 1978. W czasie swojej kariery reprezentował Republikę Federalną Niemiec.
Zdobył złoty medal w sztafecie 4 × 400 metrów na mistrzostwach Europy w 1978 w Pradze (sztafeta RFN biegła w składzie: Weppler, Franz-Peter Hofmeister, Bernd Herrmann i Harald Schmid).
Na halowych mistrzostwach Europy w 1981 w Grenoble wywalczył srebrny medal w biegu na 400 metrów, przegrywając jedynie z Andreasem Knebelem z Niemieckiej Republiki Demokratycznej, a wyprzedzając Stefano Malinverniego z Włoch. Odpadł w półfinale tej konkurencji na mistrzostwach świata w 1983 w Helsinkach, a także wystąpił w biegu eliminacyjnym sztafety 4 × 400 metrów (sztafeta RFN w biegu finałowym, bez Wepplera w składzie, zdobyła srebrny medal). 
Wystąpił w sztafecie 4 × 400 metrów na igrzyskach olimpijskich w 1984 w Los Angeles, ale sztafeta RFN odpadła w eliminacjach.
Weppler był mistrzem RFN w sztafecie 4 × 400 metrów w 1983, a także czterokrotnym brązowym medalistą w biegu na 400 metrów w latach 1978, 1979, 1981 i 1983. W hali był mistrzem RFN w 4 × 400 metrów w 1986 i 1987 oraz wicemistrzem w biegu na 400 metrów w 1981.
Rekord życiowy Wepplera w biegu na 400 metrów wynosił 45,74 s. Został ustanowiony w 1981.